# Clarence Knickman
Clarence "Roy" Knickman  (Ventura, Califòrnia, 11 d'abril de 1960) és un ciclista estatunidenc, que fou professional entre 1986 i 1993.
Com a ciclista amateur va prendre part en els Jocs Olímpics de Los Angeles de 1984, en què guanyà una medalla de bronze en la prova contrarellotge per equips, formant equip amb Ron Kiefel, Davis Phinney i Andrew Weaver.

## Palmarès
- 1982
  -  Campió dels Estats Units en ciclocròs
- 1984
  -  Medalla de bronze als Jocs Olímpics de Los Angeles an la prova contrarellotge per equips (amb Ron Kiefel, Davis Phinney i Andrew Weaver)
  -  Campió dels Estats Units en ciclocròs
- 1985
  - 1r al Tour de Bisbee
  - 1r al Vulcan Tour i vencedor d'una etapa
  - 1r al Mammoth Classic
  - Vencedor d'una etapa al Tour de Texas
- 1986
  - Vencedor d'una etapa al Vancouver Coors Pacific
- 1987
  - 1r al Mammoth Classic
  - Vencedor d'una etapa al Critèrium del Dauphiné Libéré
  - Vencedor d'una etapa a la Volta a Suïssa
  - Vencedor d'una etapa al Tour de Bisbee
- 1988
  - Vencedor d'una etapa al Coors Classic
  - Vencedor d'una etapa al Tour de Florida
- 1989
  - Vencedor d'una etapa al Tour de Texas

### Resultats al Tour de França
- 1988. Fora de control (18a etapa)
- 1989. Fora de control (18a etapa)